# Explorer 32
O Explorer 32 (também chamado de Atmosphere Explorer-B ou AE-B) foi um satélite estadunidense de pesquisas da atmosfera. O Explorer 32 foi concebido para medir diretamente a temperatura, composição e densidade da atmosfera superior (termosfera, exosfera).
Foi lançado em 25 de maio de 1966 da Estação da Força Aérea de Cabo Canaveral, na Flórida, através do foguete Delta C-1.

## Especificações Técnicas
O Explorer 32 era de aço inoxidável, selado com uma esfera de 0,889 metros (2,92 pés) de diâmetro. Ele transportava um íon e dois neutros espectrômetros de massa, três magnetômetros medidores de densidade, e duas sondas eletrostáticas. Usou-se um gravador de fita para salvar dados que foram adquiridos quando o satélite não estava na gama de uma das 13 estações terrestres. Ele era alimentado por baterias de prata-zinco e por uma célula solar matriz.
O satélite teve uma vida operacional de 10 meses. Os dois espectrômetros de massa neutros falharam alguns dias após o lançamento, mas os instrumentos restantes do satélite operaram durante a maior parte da vida útil do satélite. O Explorer 32 sofreu uma despressurização interna que conduziu a uma falha da bateria principal, acontecimento que cessou o seu funcionamento.
Em 22 de fevereiro de 1985, quase 20 anos após o seu lançamento, o satélite decaiu de sua órbita e reentrou na atmosfera da Terra.